# ترانه اعلام خطر فرهنگ متضاد
ترانه اعلام خطر فرهنگ متضاد (به انگلیسی: Siren Song of the Counter Culture) سومین آلبوم استودیویی گروه رایز اگنست می‌باشد که در ۱۰ اوت ۲۰۰۴ بیرون داده شد و این اولین آلبوم از رایز اگنست بوده که با برچسب گفن رکوردز بیرون داده شده.
این آلبوم فروش خیلی خوبی را به همراه داشت که به علت داشتن تک‌آهنگ‌های برجسته‌ای مانند زندگی را خوش باش که تا آن زمان بهترین تک‌آهنگ گروه بود. به علاوه زور آخرت را بزن و زندگی با ترس کمتر از مهمترین تک‌آهنگ‌های گروه بودند.
فرهنگ متضاد یا پادفرهنگ در نام این آلبوم اشاره به خرده‌فرهنگ‌هایی دارد که با فرهنگ عام و حاکم در تغایر و تضاد است.

## فهرست آهنگ‌ها
۱- سخنرانی وضعیت کشور  State of the Union
۲- اولین چکه The First Drop
۳- زندگی با ترس کمتر Life Less Frightening
۴- بال‌های کاغذی Paper Wings
۵- خونی برای ریختن Blood to Bleed
۶- به کسانی که این خیابان‌ها متعلق به آن‌هاست To Them These Streets Belong
۷- سمت وزنه‌های ترازو را عوش کن Tip the Scales
۸- هرجا جز اینجا Anywhere But Here
۹- زور آخرت را بزن Give It All
۱۰- رقصیدن با باران Dancing for Rain
۱۱- زندگی را خوش باش Swing Life Away
۱۲- در شایعه مرگم اغراق زیاد شده Rumors of My Demise Have Been Greatly Exaggerated

## پدیدآورندگان
- تیم مک ایلریف – آواز، ریتم گیتار
- جو پرینسیپی – گیتار بیس، هم‌آوازی
- کریس چیس – گیتار لید، هم‌آوازی
- برندون بارنز – درام، پرکاشن
- اریک ویلکارد بونی – تکنیسین سالن نمایش
- کریس کریپین – تکنیسین درام
- شاپرد فیری – طراح عکس
- برایان گالانت – دستیار طراح
- جی جی گراس – تهیه‌کننده
- نیل هنیسی – هم آواز
- لیسا جانسن – عکاس
- بن کاپلن – طراح
- ریچارد لیتون – تکنیسین گیتار
- دین ماهر – طراح
- گراهام مارتین – هماهنگی
- جان اوماهونی – طراح
- لی رابرتسون – دستیار طراح
- استیو سیسکو – دستیار
- اسکات ترنان – دستیار طراح
- اندی والاس – میکس